# 中国（深圳）证券仲裁中心
中国（深圳）证券仲裁中心是中華人民共和國首個证券仲裁平台，由深圳国际仲裁院与深圳证券交易所联手組建。2021年11月2日在廣東省深圳市揭牌。该中心受理全球资本市场的参与主体发生的纠纷。